# Charlotte von Graffenried
Charlotte von Graffenried (geboren als Charlotte von Muralt am 9. April 1930 in Boston; † 18. September 2013 in Bern) war eine Schweizer Ethnologin.

## Leben
Charlotte von Muralt war Tochter von Alexander von Muralt. Sie wuchs in Bern auf und heiratete Charles von Graffenried. Die beiden hatten drei Kinder, dennoch wurde die Ehe später getrennt. Von Graffenried studierte Ethnologie, Urgeschichte und Religionswissenschaft, betrieb Feldforschung im Mandara-Gebirge und wurde 1984 mit der Dissertation Das Jahr des Stieres promoviert. In den 1950er oder 1960er Jahren stellte sie die Texte für den Katalog einer von René Gardi und Hans-Georg Bandi initiierten Ausstellung algerischer Felsmalereien in der Kunsthalle Bern zusammen. In den 1970er Jahren betrieb sie „intensive ethnologische Feldforschung“. Von 1978 bis 1979 verbrachte sie 15 Monate bei den Gemjek und Zulgo im Mandara-Gebirge. Danach sammelte sie Geld für den Bau eines Schulhauses in Mokolo. Von 1984 bis 1992 war sie am Historischen Museum Bern tätig; die letzte von ihr veranstaltete Ausstellung widmete sich Goldgewichten aus Ghana. Von 1984 bis 1990 war sie Präsidentin der Schweizerische Afrika Gesellschaft. Ihre letzten Jahre verbrachte sie in der Berner Elfenau.

## Werke (Auswahl)
- Das Jahr des Stieres. Ein Opferritual der Zulgo und Gemjek in Nordkamerun. Freiburg / Schweiz: Universitätsverlag 1984. (Studia ethnographica Friburgensia; 11). (Diss. phil. Freiburg / Schweiz).
- als Hrsg. im Auftrag der Schweizerischen Afrika-Gesellschaft (SAG): Who's who. Die Afrika-Forschung in der Schweiz = les recherches africaines en Suisse. Neuauflage. Bern: SAG 1991.